# خوزه جیرال
خوزه جیرال ئی پریرا (۲۲ اکتبر ۱۸۷۹ – ۲۳ دسامبر ۱۹۶۲) یک سیاستمدار اسپانیایی بود که ۶۵امین نخست‌وزیر اسپانیا در دوران جمهوری دوم اسپانیا بود و در ابتدای جنگ داخلی اسپانیا بر سر کار بود.